# Serrat de l'Obaga Negra
El Serrat de l'Obaga Negra és una muntanya de 697 metres que es troba al municipi de Navars, a la comarca catalana del Bages.
Al cim podem trobar-hi un vèrtex geodèsic (referència 279101001).